# 화력여단

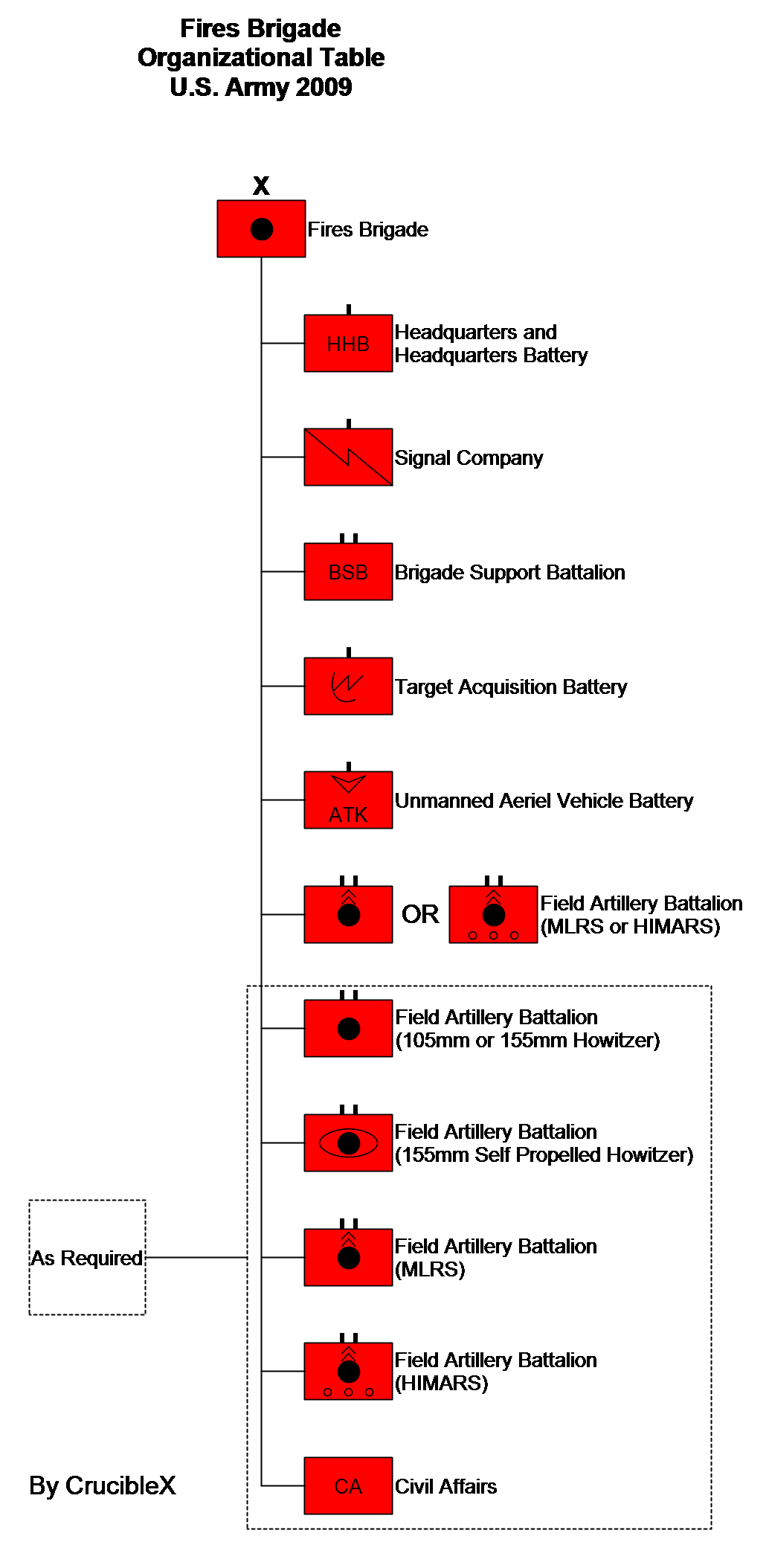
화력여단 조직표

화력여단(Fires Brigade (FiB)는 미국 육군의 모듈러 여단 편제 유형으로 야전포병에 해당한다.
2005년에 채용되면서 현존하던 각 독립 야전포병여단와 일부의 사단 포병대(DIVARTY)가 이듬해 2006년까지 화력여단으로 재편성되었다. 사단 포병대였던 화력여단은 사단 소속이 아닌 독립부대로 지정되었으나, 옛날부터 소속했던 사단에 계속 화력지원을 하였고, 2014년부터에 다시 독립 야전포병여단이나 사단 포병대로 되돌려지거나 사단 포병대가 재소집되었다.

## 편제
화력여단에는 본부 및 본부포대과 여단인 지원전력인 통신중대, 여단지원대대, 표적확보포대, UAV포대와 작전전력으로 다연장 로켓포 장비인 M270 MLRS 또는 HIMARS를 운용하는 1개 야전포병대대로 편성된다. 필요할 때에는 다른 105, 155 mm 견인포와 155 mm 자주활강포, MLRS와 HIMARS 운용 야전포병부대가 추가로 배속되며, 점령지의 민사를 위해 민사부대 또한 배속될 수 있다.

## 목록
| 표장 | 이름                      | 지원하는 부대       | Start           | End              | 상태                                                  | 참고              |
| ---- | ------------------------- | ------------------- | --------------- | ---------------- | ----------------------------------------------------- | ----------------- |
|      | 제17화력여단 (17th FiB)   | 제1(I)군단          | 2007년 6월 17일 | 2014년 2월 19일  | 야전포병여단으로 반환됨.                              | [ 1 ]             |
|      | 제18화력여단 (18th FiB)   | 제18(XVIII)공수군단 | 2007년 6월 16일 | 2014년 10월 16일 | 야전포병여단으로 반환됨.                              | [ 2 ]             |
|      | 제41화력여단 (41st FiB)   | 미국 유럽 육군      | 2007년 4월 16일 | 2014년 10월 16일 | 야전포병여단으로 반환되고, 제1기병사단 포병대 재소집. | [ 3 ]             |
|      | 제42화력여단 (42nd FiB)   | 제3보병사단         | 200?년 ?월 ?일  | 201?년           | 제3보병사단 포병대로 재편성됨.                        |                   |
|      | 제75화력여단 (75th FiB)   | 제3(III)군단        | 2006년 9월 18일 | 2014년 2월 19일  | 야전포병여단으로 반환됨.                              | [ 4 ]             |
|      | 제210화력여단 (210th FiB) | 제2보병사단         | 2006년 9월 30일 | 2014년           | 야전포병여단으로 반환됨. 제2보병사단 포병대 재소집됨. | [ 5 ]             |
|      | 제212화력여단 (212th FiB) | 제1기갑사단         | 2010년 1월 16일 | 2014년 7월 23일  | 제1기갑사단 포병대로 재편성됨.                        | [ 6 ] [ 7 ] [ 8 ] |
|      | 제214화력여단 (214th FiB) | 제4보병사단         | 2006년 9월 18일 | 2015년 5월 21일  | 제4보병사단 포병대로 재편성됨.                        | [ 9 ] [ 10 ]      |

| 표장 | 이름                      | 군별                     | Start            | End              | 상태                     | 참고   |
| ---- | ------------------------- | ------------------------ | ---------------- | ---------------- | ------------------------ | ------ |
|      | 제45화력여단 (45th FiB)   | 오클라호마 육군 국가위병 | 2008년 9월 1일   | 201?년           | 야전포병여단으로 반환됨. | [ 11 ] |
|      | 제65화력여단 (65th FiB)   | 유타 육군 국가위병       | 2008년 9월 14일  | 201?년           | 야전포병여단으로 반환됨. |        |
|      | 제115화력여단 (115th FiB) | 와이오밍 육군 국가위병   | 200?년           | 201?년           | 야전포병여단으로 반환됨. |        |
|      | 제130화력여단 (130th FiB) | 캔사스 육군 국가위병     | 2007년 11월 10일 | 2014년 10월 19일 | 야전포병여단으로 반환됨. |        |
|      | 제138화력여단 (138th FiB) | 켄터키 육군 국가위병     | 2006년 10월 27일 | 201?년           | 야전포병여단으로 반환됨. | [ 12 ] |
|      | 제142화력여단 (142th FiB) | 아칸소 육군 국가위병     | 2006년 9월 3일   | 201?년           | 야전포병여단으로 반환됨. | [ 13 ] |
|      | 제169화력여단 (169th FiB) | 콜로라도 육군 국가위병   | 2008년 9월 1일   | 2014년 10월 16일 | 야전포병여단으로 반환됨. |        |
|      | 제197화력여단 (197th FiB) | 뉴햄프셔 육군 국가위병   | 2008년 9월 1일   | 201?년           | 야전포병여단으로 반환됨. | [ 14 ] |

## 같이 보기
- 기동강화여단
- 전장감시여단
- 전투항공여단
- 지원여단

## 참고

### 인용
1. ↑  “Headquarters and Headquarters Battery, 17th Fires Brigade” (영어). Center of Military History. 2007년 9월 13일. 2020년 10월 30일에 확인함.
2. ↑  “Headquarters and Headquarters Battery, 18th Fires Brigade” (영어). Center of Military History. 2008년 5월 21일. 2008년 6월 21일에 원본 문서에서 보존된 문서. 2020년 10월 30일에 확인함.
3. ↑  “Headquarters and Headquarters Battery, 41st Field Artillery Brigade” (영어). Center of Military History. 2019년 9월 11일. 2020년 10월 30일에 확인함.
4. ↑  “Headquarters and Headquarters Battery, 75th Fires Brigade” (영어). Center of Military History. 2007년 3월 22일. 2020년 10월 30일에 확인함.
5. ↑  “Headquarters and Headquarters Battery, 210th Fires Brigade” (영어). Center of Military History. 2007년 2월 9일. 2020년 10월 30일에 확인함.
6. ↑  “Headquarters and Headquarters Battery, 212th Fires Brigade” (영어). Center of Military History. 2011년 11월 4일. 2020년 10월 30일에 확인함.
7. ↑  “As 212th Fires Brigade re-flags, DIVARTYs begin a comeback” (영어). ArmyTimes. 2014년 7월 23일. 2020년 10월 30일에 확인함.
8. ↑  Master Sgt. Christopher Peavy (2014년 7월 23일). “Division Artillery returns to the Army” (영어). Fort Bliss, Texas: 1st Armored Division Public Affairs Office. 2020년 10월 30일에 확인함.
9. ↑  “Headquarters and Headquarters Battery, 214th Fires Brigade” (영어). Center of Military History. 2008년 11월 20일. 2020년 10월 30일에 확인함.
10. ↑  Sgt. Joe Dees (2014년 10월 2일). “Historic artillery unit inactivated at Fort Sill” (영어). Fort Sill, Oklahoma: United States Army Public Affairs Office. 214th Fires Brigade Public Affairs Office. 2020년 10월 30일에 확인함.
11. ↑  “45th Fires Brigade” (영어). Center of Military History. 2012년 2월 15일. 2020년 10월 30일에 확인함.
12. ↑  “Headquarters and Headquarters Battery, 138th Fires Brigade” (영어). Center of Military History. 2013년 6월 25일. 2020년 10월 30일에 확인함.
13. ↑  “Headquarters and Headquarters Battery, 142d Fires Brigade” (영어). Center of Military History. 2014년 5월 12일. 2020년 10월 30일에 확인함.
14. ↑  “Headquarters and Headquarters Battery, 197th Fires Brigade” (영어). Center of Military History. 2012년 6월 23일. 2020년 10월 30일에 확인함.

### 자료
- “ATP 3-09.24 (FM 3-09.22): Techniques for the Fires Brigade” (PDF). 《globalsecurity.org》 (영어). Headquarters, Department of The Army. 2012년 11월. 2019년 12월 16일에 확인함.